# Partido Alberti
Alberti ist ein Partido im Norden der Provinz Buenos Aires in Argentinien. Laut einer Schätzung von 2019 hat der Partido 10.972 Einwohner auf 1.130 km². Der Verwaltungssitz ist die Ortschaft Alberti. Der Partido wurde am 10. Juni 1910 gegründet.

## Orte
Alberti ist in 9 Ortschaften und Städte, sogenannte Localidades, unterteilt.
- Alberti
- Mechita
- Villa Ortiz
- Plá
- Villa Seguí
- Villa Grisolía
- Villa María
- Palantelén
- Presidente Quintana

## Wirtschaft
Die Wirtschaft von Alberti wird von der Landwirtschaft dominiert. Die wichtigsten Produkte sind Weizen, Mais, Sojabohnen, Hafer, Sonnenblumen, Sorghum und Industriepflanzen.